# Imagine Entertainment

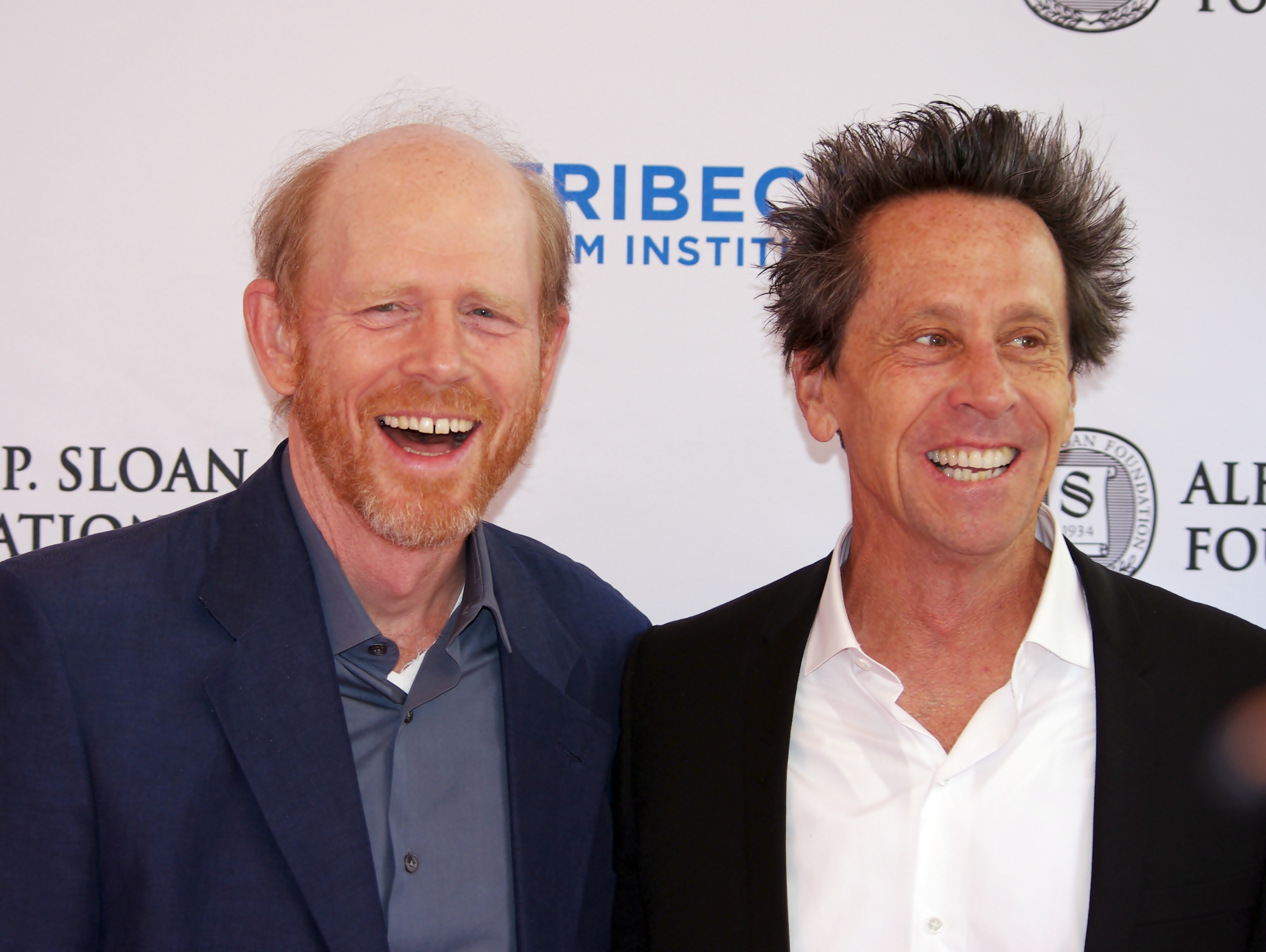
Ron Howard (links) en Brian Grazer (rechts)

Imagine Entertainment is een film- en televisieproductiemaatschappij, opgericht in 1985 door regisseur Ron Howard  en producent Brian Grazer. Het bedrijf heeft sinds de oprichting een aantal bekende producties geproduceerd, waaronder de televisieseries: 24 en Arrested Development en de films: A Beautiful Mind, Apollo 13 en The Da Vinci Code.
Karen Kehela Sherwood is co-directeur van de maatschappij. Jim Whitaker is productiepresident. David Nevins is momenteel de president van de televisiedivisie, genaamd  Imagine Television.
Imagine Entertainment heeft een overeenkomst met Universal Pictures. Universal distribueert vrijwel alle filmproducties van Imagine. De televisieproducties worden gedistribueerd door of uitgezonden door televisiezenders van 20th Century Fox.
In juni 2000 kocht Imagine samen met DreamWorks SKG en Vulkan Ventures de filmwebsite CountingDown.com.

## Televisie
De televisieproducties van Imagine, met daarnaast de zender die het programma uitzond en het jaar van uitzenden.
| Productie                  | Zender | Jaar      |
| -------------------------- | ------ | --------- |
| Quintuplets                | FOX    | 2004      |
| Miss Match                 | NBC    | 2003-2004 |
| Arrested Development       | FOX    | 2003-2006 |
| The Big House              | ABC    | 2003      |
| 24                         | FOX    | 2001-2010 |
| The Beast                  | ABC    | 2001      |
| Wonderland                 | ABC    | 2000      |
| The PJs                    | FOX    | 1999-2000 |
| Sports Night               | ABC    | 1998-2000 |
| Felicity                   | The WB | 1998-2002 |
| From the Earth to the Moon | HBO    | 1998      |
| Friday Night Lights        | NBC    | 2006-2010 |
| Mars                       | NGC    | 2016-2018 |

## Film
Een lijst van films geproduceerd door Imagine Entertainment.
TBA
- 24

2010
- Robin Hood
- Young Americans

2009
- Angels & Demons
- Curious George 2: Follow That Monkey!

2008
- Changeling
- Frost/Nixon

2007
- American Gangster

2006
- How to Eat Fried Worms
- The Da Vinci Code
- Inside Man
- Curious George

2005
- Flightplan
- Cinderella Man
- Inside Deep Throat
- Fun with Dick and Jane

2004
- Friday Night Lights

2003
- The Missing
- Intolerable Cruelty
- The Cat in the Hat

2002
- 8 Mile
- Apollo 13 (bewerkte versie)
- Blue Crush
- Undercover Brother
- Stealing Harvard

2001
- A Beautiful Mind

2000
- The Grinch
- Nutty Professor II: The Klumps

1999
- Bowfinger
- Life
- EDtv

1998
- Psycho
- Mercury Rising

1997
- Liar Liar
- Inventing the Abbotts

1996
- Ransom
- The Chamber
- The Nutty Professor
- Fear
- Sgt. Bilko

1995
- Apollo 13

1994
- The Paper
- My Girl 2

1993
- For Love or Money
- CB4
- Cop and a Half

1992
- Boomerang
- HouseSitter
- Far and Away

1991
- My Girl
- Problem Child 2
- Backdraft
- Closet Land
- The Doors

1990
- Kindergarten Cop
- Problem Child
- Cry-Baby

1989
- Parenthood
- The Dream Team
- The 'Burbs

1988
- Vibes
- Willow

1987
- Like Father Like Son